# Lens (género)
Lens é um género botânico pertencente à família Fabaceae.

## Espécies
- Lens culinaris - Lentilha
- Lens ervoides
- Lens lamottei
- Lens nigricans